# Ian Edginton
Ian Edginton é um autor de histórias em quadrinhos americanas e britânicas. É o criador das séries Scarlet Traces e Stickleback, ilustradas por D'Israeli e publicadas originalmente nas revistas britânicas Judge Dredd Megazine e 2000 AD, respectivamente. Scarlet Traces foi elaborada como uma sequêcia ao livro Guerra dos Mundos, de H.G. Wells. O segundo volume da série, Scarlet Traces: The Great Game, foi indicado ao Eisner Award de "Melhor Minissérie" e rendeu a Edginton uma indicação ao Eisner Award de "Melhor Escritor" em 2007.
Sua obra Kingdom of the Wicked, publicada pela Caliber Comics em 1990 e posteriormente pela Dark Horse Comics, foi lançada no Brasil sob o título "Reino dos Malditos" em 2006. Edginton foi responsável por, ao lado do roteirista Warren Ellis e dos desenhistas Whilce Portacio e Jorge Lucas, produzir no final da década de 1990 e no início dos anos 2000 uma reformulação nos personagens da X-Force numa série de histórias publicadas entre as edições 102 e 115 da revista. As tramas eram relacionadas às histórias que Ellis produzira para outras duas revistas, X-Man e Generation X. Em 2008, Edginton assumiu os roteiros da série Stormwatch: Post Human Division, publicada pela WildStorm Productions e pela DC Comics.